# Martin Clausen

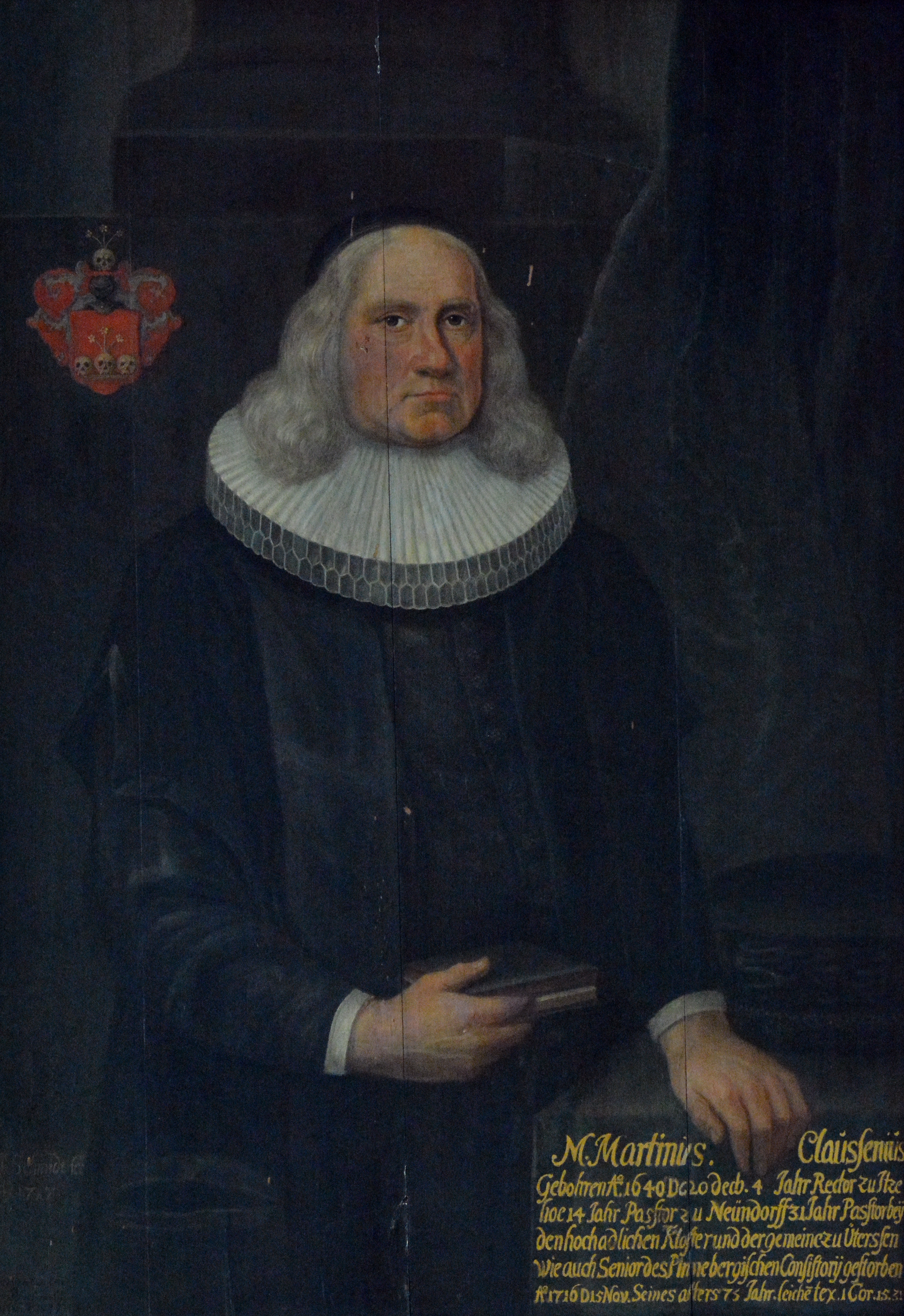
Martin Clausen

Martin Clausen, auch Martin Clausenius (* 20. Dezember 1640 in Kellinghusen; † 15. November 1716 in Uetersen) war ein deutscher evangelischer Geistlicher und Senior.

## Leben
Clausen studierte Geisteswissenschaften und war vier Jahre Rektor in Itzehoe. Später ging er nach Neuendorf bei Elmshorn und war 14 Jahre als Pastor an der Trinitatiskirche tätig. Danach folgte er der Berufung nach Uetersen und war 31 Jahre Hauptpastor der zum hochadligen Uetersen gehörenden Klosterkirche Uetersen der Gemeinde zu Uetersen. Dort verfasste er die ersten Kirchenbücher des umfangreichen Klosterarchivs. Heute sind sie wichtige Quellen der historischen und genealogischen Forschung.
Während des Großen Nordischen Krieges wurde Clausen Opfer schwedischer Marodeure, die im Kloster Uetersen einquartiert waren. Diese erlaubten sich „einige große Ausschweifungen“ gegen „den sehr alten Hauptprediger“ und einen „ebenfalls sehr alten Mann namens Heydorn“. Sie wurden aber schon bald durch eine Vereinigung der Dänen mit den Sachsen wieder vertrieben.
Martin Clausen verstarb als Senior im Pinnebergischen Consistorium. Sein Leichentext war der 1. Korintherbrief 15. v. 3 (Denn vor allem habe ich euch überliefert, was auch ich empfangen habe. Christus ist für unsere Sünden gestorben). Seine Grabplatte zeigt ein vermutlich selbst erfundenes Wappen mit drei Totenköpfen, der mittlere trägt drei Blumen und der Helm auf dem Wappen führt ebenfalls diese drei Blumen.
Im Kirchenarchiv in Uetersen befinden sich noch heute zwei Abschriften von der Vokation des Martin Clausen vom 16. März 1686 und von dem königlichen Dekret und Konfirmation, die Berufung des Pastors Clausen betreffend, ausgefertigt in Kopenhagen, den 9. März 1686.
Sein Sohn Detlev Friderich Clausen wurde später Hauptpastor am Schleswiger Dom.